# Ubuntu Cola
Ubuntu Cola es un refresco de cola certificado como comercio justo por la Fairtrade Foundation del Reino Unido. Compuesta a partir de azúcar de caña procedente de Malaui y Zambia, es la primera bebida de cola certificada en Reino Unido como comercio justo. Actualmente se vende en Reino Unido, Noruega, Suecia, Irlanda, Polonia, Luxemburgo y por internet, en latas de 33 cl, botellas de PET de 500 ml y botellas de vidrio de 257 ml.

El nombre deriva de la filosofía humanista africana Ubuntu, que suele traducirse como «Soy porque nosotros somos».
La bebida no está relacionada con la distribución GNU/Linux del mismo nombre ni con la Fundación Ubuntu.